# 哥特区

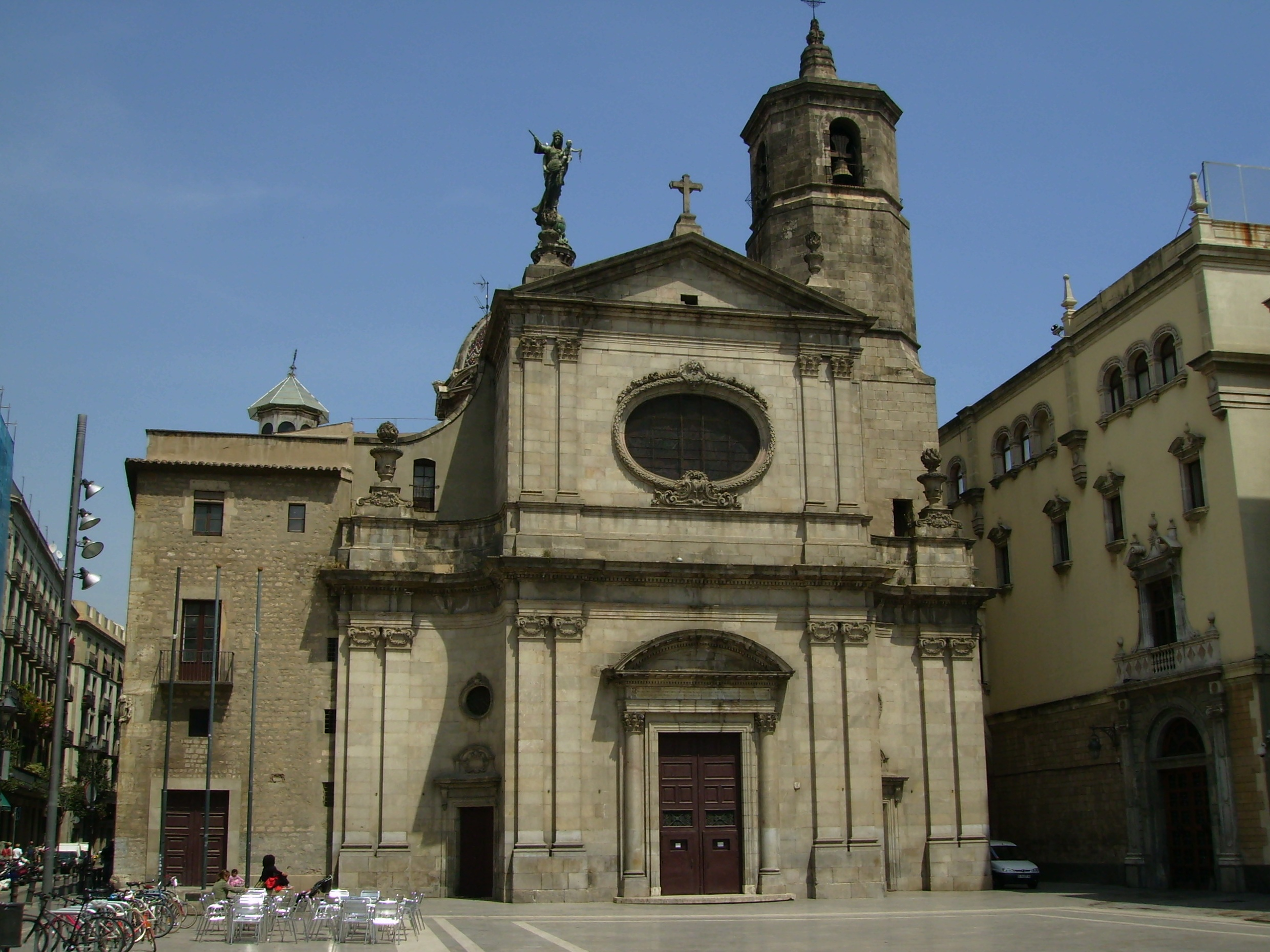
梅尔塞圣殿

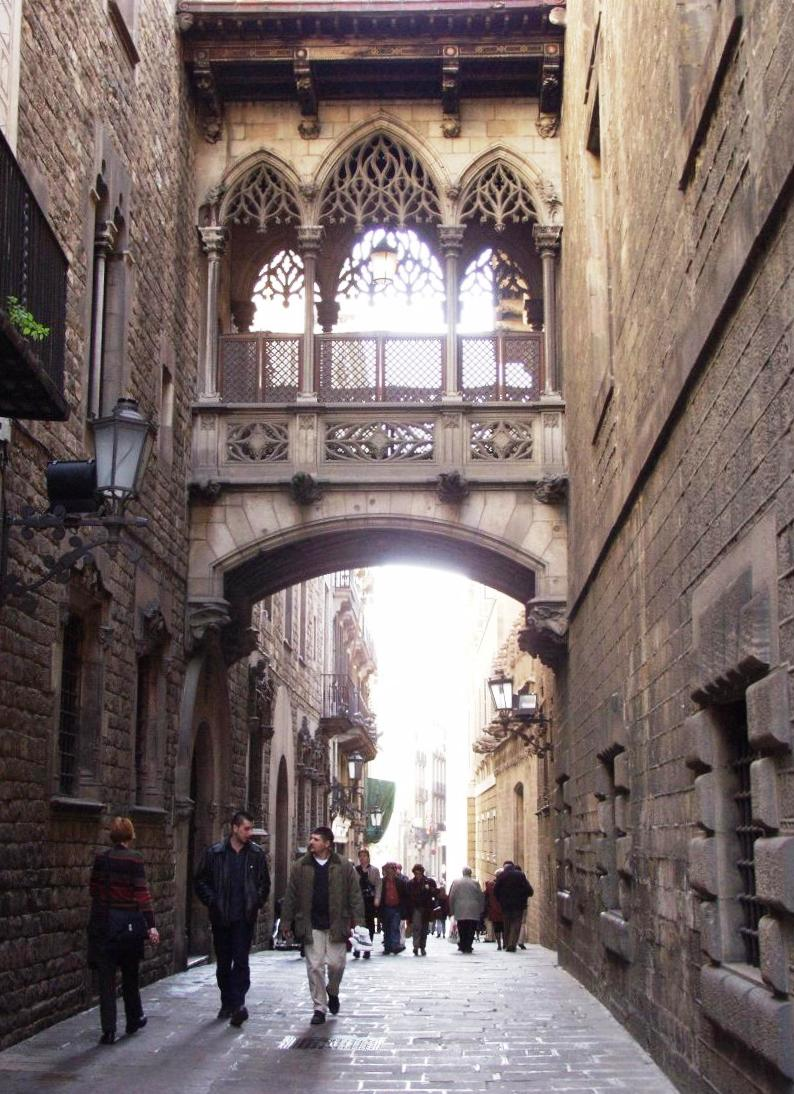
伊鲁里塔主教街

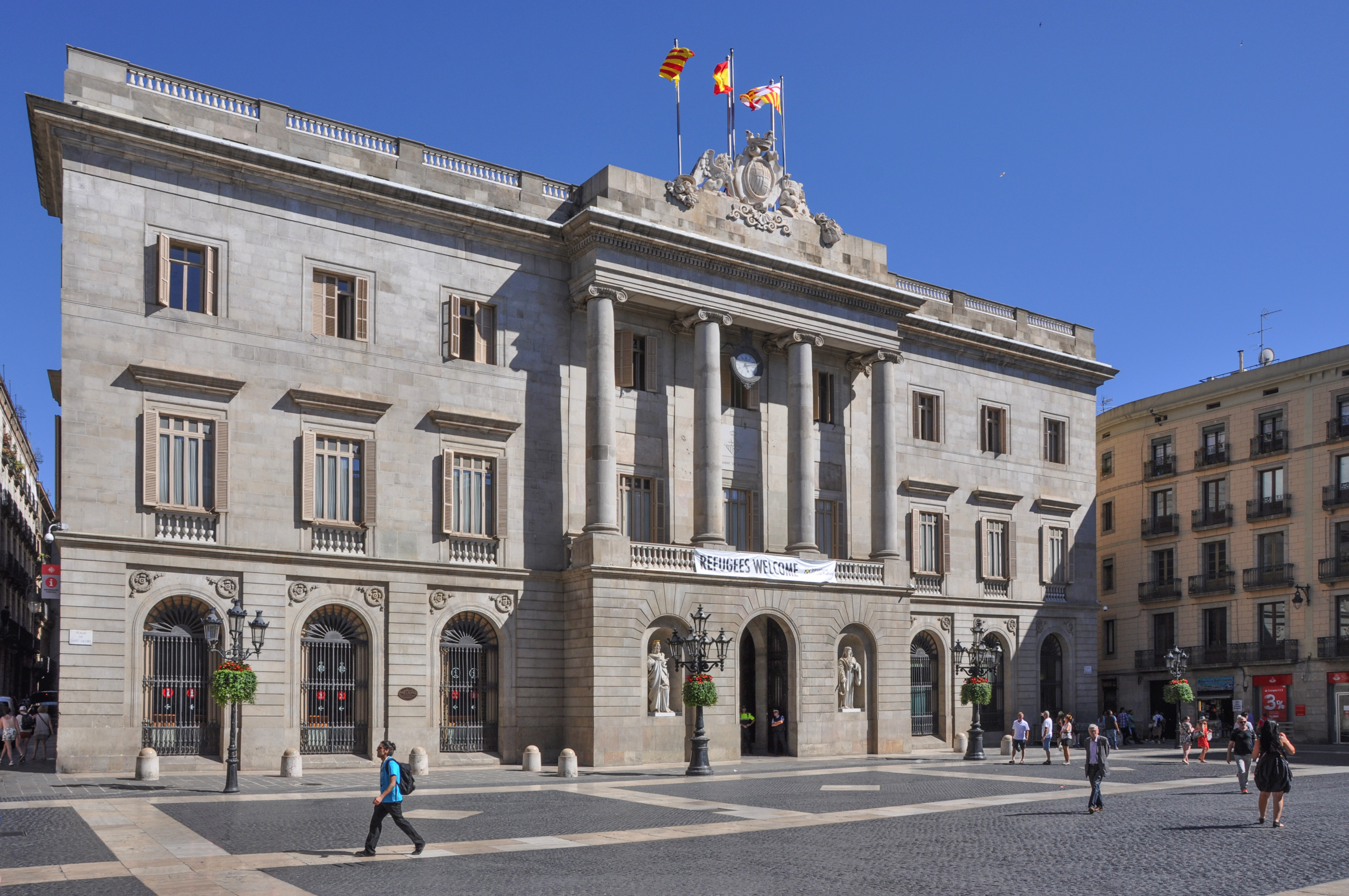
市政厅

哥特区（El Gòtic 或 Barri Gòtic）是巴塞罗那老城的中心，从兰布拉大道延伸到莱埃塔纳大道（Via Laietana），又从地中海海滨延伸到圣佩雷圆环（Ronda de Sant Pere）。
除了在19世纪和20世纪初经历了一些改变之外，许多建筑都建于中世纪，其中一些甚至可以追溯到古罗马时期。方形的罗马城墙的遗迹仍可在有些地方看出。中世纪的犹太隔都El Call也位于该区内。
哥特区保留了错综复杂的街道规划，有许多小街道和广场。该区的大部分地方普通车辆不能进入，只对服务车辆和的士开放。

## 地标
- 巴塞罗那主教座堂
- 梅尔塞圣殿（La Mercè）
- 松树圣母教堂（Santa María del Pí）
- 圣弥额尔教堂
- 圣若梅广场（Plaça Sant Jaume），包括市政厅和加泰罗尼亚自治区政府
- 皇家广场
- 国王广场（Plaça del Rei），包括巴塞罗那城市历史博物馆
- 圣菲利浦内里广场（Felip Neri）
- 天使门（Portal de l'Àngel）
- 奥古斯都神庙遗迹
- 四只猫咖啡馆（Els Quatre Gats）

## 地铁
- 巴塞罗那地铁4号线：若梅一世街站（Jaume I）
- 巴塞罗那地铁3号线：利塞乌站（Liceu）和船坞站（Drassanes）